# Louis Hippolyte de Lormel
Louis Hippolyte de Lormel (19 de outubro de 1808 - 31 de março de 1888) foi um administrador colonial francês que serviu como governador de Guadalupe de 1864 a 1870 e da Reunião de 1869 a 1875.